# Centre chorégraphique national de Nantes

Le centre chorégraphique national de Nantes est une compagnie de danse et un centre chorégraphique national établi à Nantes, dans l'ancien couvent des capucins (rebaptisé « studio Jacques Garnier ») situé au no 23 rue Noire dans le quartier Hauts-Pavés - Saint-Félix.

## Historique
Installée à Nantes depuis juillet 1990, la compagnie de Claude Brumachon est devenue le Centre Chorégraphique National de Nantes en janvier 1992.
La direction du centre a d'abord été assurée seul par Claude Brumachon de 1992 à 1995, auquel fut associé Benjamin Lamarche entre 1996 et 2015.
Depuis le 1er janvier 2016, la direction du centre est assurée par la chorégraphe italienne Ambra Senatore.

## Direction
| Année       | Direction                             |
| ----------- | ------------------------------------- |
| 1992 à 1995 | Claude Brumachon                      |
| 1996 à 2015 | Claude Brumachon et Benjamin Lamarche |
| depuis 2016 | Ambra Senatore                        |

## Partenariats
Le CCNN est subventionné par :
- le Ministère de la Culture ;
- la DRAC de la région des Pays de la Loire ;
- la ville de Nantes ;
- le conseil régional des Pays de la Loire ;
- le conseil général de la Loire-Atlantique.